# Аустраль
Аустра́ль (ісп. austral) — офіційна валюта Аргентини у 1985—1991 роках. Символом валюти була літера А, перекреслена подвійною горизонтальною лінією (₳).
Аустраль було введено в обіг 15 червня 1985 року, коли тодішній президент Аргентини Рауль Альфонсин підписав декрет № 1096 про впровадження нового плану стримування інфляції, який отримав назву План Аустраль (ісп. Plan Austral). План передбачав створення нової валюти під назвою аустраль, яка була еквівалентна 1000 аргентинських песо, які ходили у 1983—1985 роках. Спочатку план мав певний успіх, але з 1986 року аустраль почав стрімко знецінюватися. 1989 року інфляція склала 3000 %, обмінний курс досяг 7000 аустралів за долара США. 
1 аустраль поділявся на 100 сентаво. На момент впровадження 1985 року він випускався у вигляді монет номіналом ½, 1, 5, 10, 50 сентаво і банкнот номіналом 1, 5, 10 і 50 аустралів, але під впливом гіперінфляції розпочалося введення в обіг більших номіналів, а менші було досить швидко перестали випускатися. Номінал монет дійшов до 1000 аустралів, банкнот — до 500 000 аустралів.
1989 року Рауль Альфонсин подав у відставку, оскільки через гіперінфляцію і зростання зовнішнього боргу, Аргентина опинилася в стані економічної кризи. Новий уряд вирішив відмовитися від аустраля. 1992 року аустраль замінили новою валютою — аргентинським песо, відкинувши чотири нулі.

## Банкноти

### Основні
Усі банкноти аустралю мали розмір 155 × 65 мм. Банкноти різних номіналів мали на аверсі зображення 12 президентів Аргентини у хронологічному порядку займання ними цієї посади — від Бернардіно Рівадавії до Мануеля Кінтани. На реверсі усіх банкнот — алегоричне зображення Прогресу.
| Введено в обіг | Виведено з обігу | Аверс | Реверс | Номінал (₳)      | Колір             | Зображено                  |
| -------------- | ---------------- | ----- | ------ | ---------------- | ----------------- | -------------------------- |
| 31.10.1985     | 31.10.1991       |       |        | 1 аустраль       | Ціан              | Бернардіно Рівадавія       |
| 28.02.1986     | 31.10.1991       |       |        | 5 аустралів      | Коричневий        | Хусто Хосе де Уркіса       |
| 30.12.1985     | 31.10.1991       |       |        | 10 аустралів     | Синій             | Сантьяго Деркі             |
| 23.04.1986     | 31.10.1991       |       |        | 50 аустралів     | Маджента          | Бартоломе Мітре            |
| 25.11.1985     | 01.06.1992       |       |        | 100 аустралів    | Червоний          | Домінго Фаустіно Сарм'єнто |
| 02.05.1988     | 01.06.1992       |       |        | 500 аустралів    | Зелений           | Ніколас Авельянеда         |
| 30.09.1988     | 01.06.1992       |       |        | 1000 аустралів   | Кармін            | Хуліо Рока                 |
| 26.05.1989     | 01.10.1992       |       |        | 5000 аустралів   | Фіолетовий        | Мігель Хуарес Сельман      |
| 25.08.1989     | 01.10.1992       |       |        | 10000 аустралів  | Темно-синій       | Карлос Пеллегріні          |
| 08.11.1989     | 02.01.1993       |       |        | 50000 аустралів  | Бежевий           | Луїс Саенс Пенья           |
| 21.05.1990     | 02.01.1993       |       |        | 100000 аустралів | Світло-коричневий | Хосе Еварісто Урібуру      |
| 01.11.1990     | 02.01.1993       |       |        | 500000 аустралів | Рожевий           | Мануель Кінтана            |

### Тимчасові
У 1989—1990 роках через гіперінфляцію аргентинський центробанк не встигав розробляти зовнішній вигляд великих номіналів нових грошей, тому використовувався дизайн аргентинських песо, які ходили у 1970—1983 роках зі штампом, який вказував їх номінал в аустралях.
| Введено в обіг | Виведено з обігу | Аверс | Реверс | Номінал (₳)                  | Колір       | Зображено              |
| -------------- | ---------------- | ----- | ------ | ---------------------------- | ----------- | ---------------------- |
| 31.10.1985     | 30.11.1987       |       |        | 1 аустраль (1985—1987)       | Темно-синій | Хосе де Сан-Мартін     |
| 31.10.1985     | 30.11.1987       |       |        | 5 аустралів (1985—1987)      | Бузковий    | Хуан Баутіста Альберді |
| 31.10.1985     | 30.11.1987       |       |        | 10 аустралів (1985—1987)     | Чорний      | Мануель Бельграно      |
| 31.07.1989     | 31.08.1991       |       |        | 10000 аустралів (1989—1991)  | Темно-синій | Хосе де Сан-Мартін     |
| 02.06.1989     | 31.08.1991       |       |        | 50000 аустралів (1989—1991)  | Зелений     | Хосе де Сан-Мартін     |
| 02.07.1990     | 31.10.1991       |       |        | 500000 аустралів (1990—1991) | Рожевий     | Хосе де Сан-Мартін     |

## Монети
| Зображення | Номінал        | Карбування | Введено в обіг | Виведено з обігу | Зображено                                                                                        | Діаметр (мм) | Товщина (мм) | Вага (г)  | Матеріал |
| ---------- | -------------- | ---------- | -------------- | ---------------- | ------------------------------------------------------------------------------------------------ | ------------ | ------------ | --------- | -------- |
|            | ½ сентаво      | 1985       | 23.09.85       | 31.12.91         | Пічник                                                                                           | 19,8         | 1,7          | 3,6       | Латунь   |
|            | 1 сентаво      | 1985-1987  | 23.09.85       | 31.12.91         | Нанду                                                                                            | 20,6-20,85   | 1,4-1,85     | 3,2-4,05  | Латунь   |
|            | 5 сентаво      | 1985-1988  | 23.09.85       | 31.12.91         | Пума                                                                                             | 23,15        | 1,45-1,8     | 4,0-5,1   | Латунь   |
|            | 10 сентаво     | 1985-1989  | 14.10.85       | 31.12.91         | Герб Аргентини                                                                                   | 21,9-22,0    | 1,7          | 4,35-4,45 | Латунь   |
|            | 50 сентаво     | 1985-1989  | 14.10.85       | 31.12.91         | Свобода                                                                                          | 24,5-24,7    | 1,8          | 5,45-5,55 | Латунь   |
|            | 1 аустраль     | 1989       | 27.03.89       | 31.12.91         | Ратуша Буенос-Айреса                                                                             | 20           | 2,05         | 1,55      | Алюміній |
|            | 5 аустралів    | 1989       | 22.05.89       | 31.12.91         | Будинок у Сан-Мігель-де-Тукумані, де було проголошено незалежність Аргентини                     | 21,65        | 2,05         | 1,75      | Алюміній |
|            | 10 аустралів   | 1989       | 26.06.89       | 31.12.91         | Будинок, де було підписано Сан-Ніколасську угоду, яка привела до створення Конституції Аргентини | 23,2         | 2            | 2         | Алюміній |
|            | 100 аустралів  | 1989-1991  | 28.11.90       | 31.10.93         | Герб Аргентини                                                                                   | 21           |              | 1,5       | Алюміній |
|            | 500 аустралів  | 1990-1991  | 01.11.90       | 31.10.93         | Герб Аргентини                                                                                   | 23           |              | 1,8       | Алюміній |
|            | 1000 аустралів | 1990-1991  | 28.11.90       | 31.10.93         | Герб Аргентини                                                                                   | 24           |              | 1,95      | Алюміній |

### Пам'ятні монети
Серія пам'ятних монет «Ібероамериканські серії» з'явилася зі співпраці між Іспанією, Португалією, Аргентиною, Болівією, Бразилією, Чилі, Колумбією, Кубою, Еквадором, Мексикою, Нікарагуа, Перу, Уругваєм і Венесуелою з метою поглиблення взаємних зв'язків між державами через знайомство з культурою, звичаями й особливостями кожної нації, які зображені на монетах серії. Кожна країна-учасник випустила власну монету у цій серії. Дизайн аргентинських монет розробляв художник Центрального банку Аргентини Карлос П. Родрігес Дуфур (ісп. Carlos P. Rodríguez Dufour).
Першою у серії стала монета, присвячена 500-річчю відкриття Америки. Вона ж стала єдиною пам'ятною монетою, яку було випущено за час існування аустраля.
Аверс зображує Геркулесові стовпи у морі, над якими сходить сонце та знаходяться чотири корони, які уособлюють віце-королівства Нова Іспанія, Нова Гранада, Перу і Ріо-де-ла-Плата, чотири зірки, що уособлюють генерал-капітанства Куба, Гватемала, Венесуела, Чилі. По колу напис «ENCVENTRO DE DOS MVNDOS» (зустріч двох світів) і дати «1492-1992».
На реверсі зображено номінал, рік карбування, напис «REPVBLICA ARGENTINA», по центру — Герб Аргентини, який оточують герби країн-учасниць серії.
| Зображення | Назва | Рік        | Номінал        | Матеріал   | Вага (г) | Діаметр (мм) | Тираж |
| ---------- | --- | ---------- | -------------- | ---------- | -------- | ------------ | ----- |
|            | Ібероамериканські серії — Серія I: V століття від відкриття Америки (Геркулесові стовпи) (ісп. Series Iberoamericanas - Serie I: V Centenario del descubrimiento de América) | 26.12.1991 | 1000 аустралів | срібло 925 | 27       | 40           | 5000  |